# Anita Gara
Anita Gara (Budapest, 4 marzo 1983) è una scacchista ungherese.

## Biografia
Detiene i titoli FIDE di Maestro Internazionale (IM) e Grande Maestro Femminile (WGM). È stata sei volte campionessa ungherese femminile (2000, 2001, 2009, 2013, 2016 e 2017). Gara ha partecipato al Campionato del Mondo Femminile di Scacchi nel 2018.
Gara ha giocato per la squadra ungherese nella Olimpiade degli Scacchi Femminile, nel Campionato Mondiale a Squadre Femminile, nel Campionato Europeo a Squadre Femminile e nel Campionato Europeo U18 Femminile a Squadre. Ha vinto una medaglia di bronzo individuale giocando in quinta scacchiera nella Olimpiade degli Scacchi Femminile del 2016, tenutasi a Baku.
Sua sorella è Ticia Gara, anch'essa una scacchista.